# Jean Moreau (procureur)
Pour les articles homonymes, voir Jean Moreau et Moreau.
Jean Moreau est un prêtre du XVIe siècle, chanoine de l'église du Mans et auteur de plusieurs ouvrages historiques.

## Biographie
Docteur en théologie, chanoine de l'église du Mans. Sous le titre de : Nomenclatura sett Legenda aurea, il a écrit l'histoire des évêques du Mans depuis l'an 902 jusqu'en 1572. La Croix du Maine indique Le Mans pour son lieu de naissance ; mais l'auteur lui-même le dément. Sa dédicace à l'évêque Charles d'Angennes est ainsi conçue: Clarissimo patri purpurato à Rambulleto, vigitantissimo Cenomanorum prœsuli Carolo d'Angennes, Johannes Morellus Lavallensis, 1572.
Moreau a enseigné la logique à l'Université de Paris en 1537 ; il a été nommé, le 14 janvier 1537, procureur pour la nation de France. Il meurt vers 1584.

## Source
- Étienne-Louis Couanier de Launay, Histoire de Laval (818-1855), Imp. Godbert, 1856, 608 p. [détail des éditions] (lire en ligne)